# Xanthus Flumen
Lo Xanthus Flumen è un fiume di idrocarburi allo stato liquido che si trova sulla superficie di Titano e sfocia nella parte Nord del Ligeia Mare.